# Padre padrone
Padre Padrone és una pel·lícula italiana dirigida per Paolo Taviani i Vittorio Taviani, estrenada el 1977, adaptació de la novel·la homònima de Gavino Ledda. El títol significa literalment «el pare patró. ».

## Argument
En la Sardenya profunda dels anys 1940, el petit Gavino no pot anar a l'escola més que dos mesos anualment; la resta de l'any, ha d'ajudar el seu pare a guardar els animals.
Creix així en l'aïllament, lluny de la societat humana. És gràcies al servei militar a l'edat de 21 anys que pot escapar a la influència del seu pare. Aprendre a llegir per ell és una revelació (es farà lingüista), i sortint de l'exèrcit, rebutja la relació de quasi esclavitud imposada pel seu pare.

## Repartiment
- Omero Antonutti:  El pare
- Saverio Marconi:  Gavino
- Marcella Michelangeli:  La mare
- Fabrizio Forte:  El jove Gavino
- Nanni Moretti:  Cesare

## Premis i nominacions
- 1977: Palma d'Or al Festival Internacional de Cinema de Canes.[4]